# Lungo (café)
Pour les articles homonymes, voir Lungo.

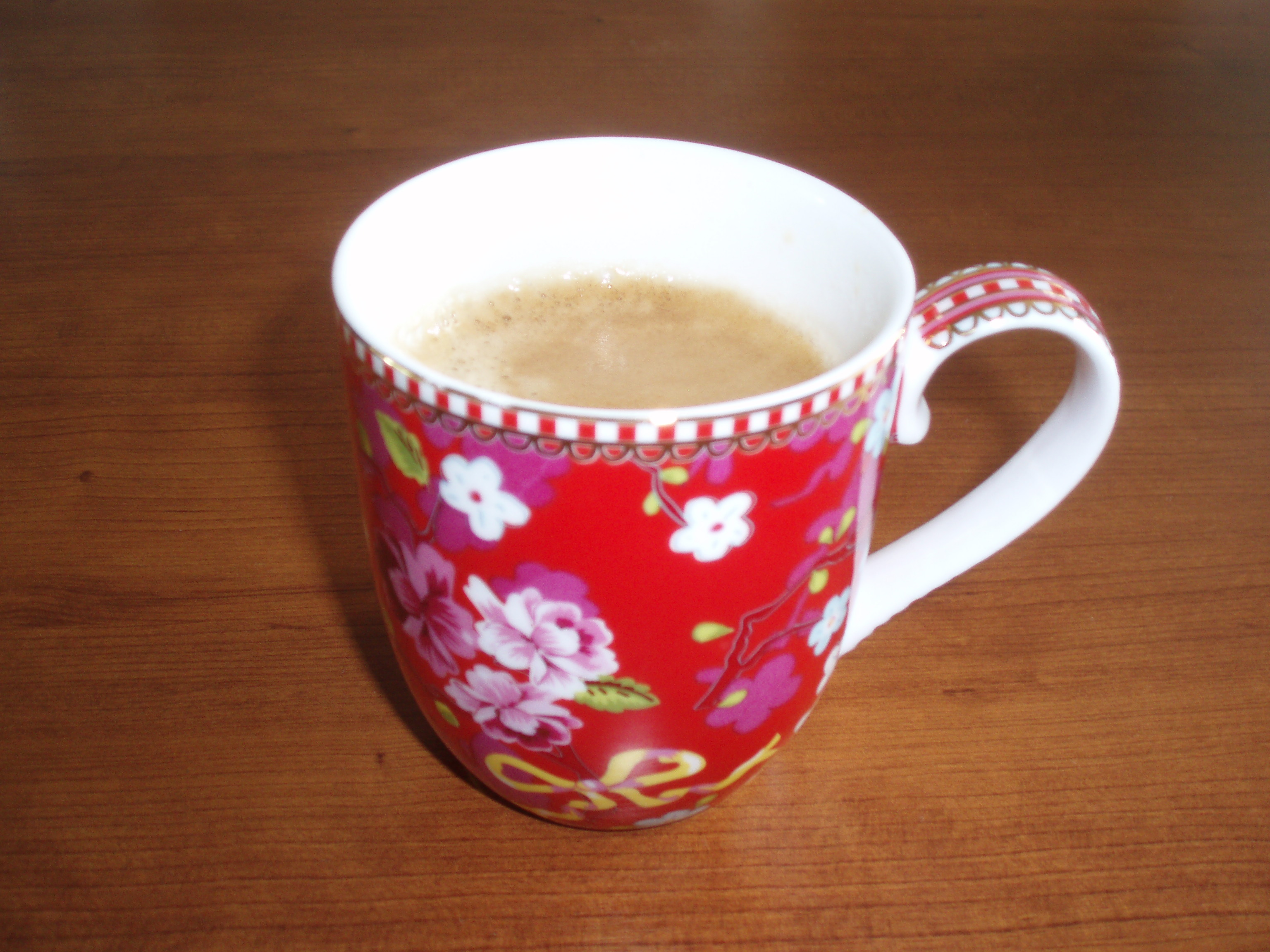
Caffè lungo.

Caffè lungo en italien (ou café allongé, en français) est un expresso où deux fois plus d'eau passe à travers une même dose de café. Sa teneur en caféine est plus élevée que les cafés court ou serré (malgré leur intensité) puisqu’il commence par un ristretto avant de continuer de couler à travers le café moulu,.